# Solde primaire
En économie, l'expression solde primaire désigne la situation budgétaire d'une unité institutionnelle pour une période donnée hors paiement des intérêts pour l'encours de sa dette durant cette période. On parlera de déficit primaire si ce solde est négatif, et d'excédent primaire s'il est positif, même si le budget total (y compris les intérêts) accuse un déficit. Ce solde est utilisé comme révélateur de l'équilibre budgétaire réel de l'unité à un moment donné, en retranchant le poids de sa dette, due à ses déficits passés.
Dans le cas des administrations publiques, il est utilisé en particulier dans l'analyse de la dynamique économique de l'endettement public, pour connaître le solde budgétaire permettant de stabiliser ou de diminuer l'endettement.